# Alvega
Alvega is een plaats (freguesia) in de Portugese gemeente Abrantes en telt 1 499 inwoners (2011).